# 43956 Елідоро
43956 Елідоро (43956 Elidoro) — астероїд головного поясу, відкритий 7 лютого 1997 року.
Тіссеранів параметр щодо Юпітера — 3,521.